# Turner (Maine)
Turner ist eine Town im Androscoggin County des Bundesstaates Maine in den Vereinigten Staaten. Im Jahr 2020 lebten dort 5817 Einwohner in 2308 Haushalten auf einer Fläche von 162,4 km².

## Geographie
Nach dem United States Census Bureau hat Turner eine Gesamtfläche von 162,44 km², von der 153,48 km² Land sind und 8,96 km² aus Gewässern bestehen.

### Geographische Lage
Das Gebiet der Town Turner liegt im seenreichen Delta des östlich Turners gelegenen Androscoggin River in einer hügeligen, stark bewaldeten Gegend. Im Süden der Town fließt der Nezinscot River, der im Westen des Areals stark mäandert und ein großes Feuchtgebiet ausbildet. Die höchsten Erhebungen der Town sind Hügel: Teague Hill (249 m), General Turner Hill (196 m), und Ricker Hill (196 m).

### Nachbargemeinden
Alle Entfernungen sind als Luftlinien zwischen den offiziellen Koordinaten der Orte aus der Volkszählung 2010 angegeben.
- Norden: Livermore, 6,4 km
- Nordosten: Leeds, 12,8 km
- Osten: Greene, 11,8 km
- Süden: Auburn, 6,8 km
- Süden: Minot, 10,9 km
- Südwesten: Hebron, 15,8 km
- Westen: Buckfield, im Oxford County, 13,3 km
- Nordwesten: Hartford, im Oxford County, 9,8 km

### Stadtgliederung
In Turner gibt es mehrere Siedlungsgebiete: Alta (ehemaliges Postamt), Bradford Village, Chase Mills (Chase’s Mills, Chases Mills), East Turner, Howes Corner, Keens Mills, Lower Street, North Turner, Richmonds Corner, Skillings Corner, South Turner, Turner, Turner Androscoggin (ehemaliges Postamt in East Turner), Turner Center, Turner Village (ehemaliges Postamt in Turner), Upper Street, West Turner.

### Klima
|                       | Jan   | Feb   | Mär  | Apr   | Mai  | Jun   | Jul  | Aug  | Sep  | Okt   | Nov   | Dez   |   |         |
| Mittl. Tagesmax. (°C) | −2,4  | −0,3  | 4,1  | 11,6  | 18,1 | 23,0  | 26,0 | 25,3 | 20,8 | 13,9  | 7,0   | 0,7   | ⌀ | 12,4    |
| Mittl. Tagesmin. (°C) | −13,2 | −12,1 | −6,3 | 0,9   | 6,7  | 11,8  | 14,6 | 13,9 | 9,5  | 3,0   | −1,9  | −8,7  | ⌀ | 1,6     |
|                       |       |       |      |       |      |       |      |      |      |       |       |       |   |         |
| Niederschlag (mm)     | 83,8  | 83,8  | 99,1 | 109,2 | 99,1 | 109,2 | 94,0 | 86,4 | 94,0 | 121,9 | 124,5 | 101,6 | Σ | 1.206,6 |

| −13,2 |

| −12,1 |

| −6,3 |

| 0,9 |

| 6,7 |

| 11,8 |

| 14,6 |

| 13,9 |

| 9,5 |

| 3,0 |

| −1,9 |

| −8,7 |

| −13,2 |

| −12,1 |

| −6,3 |

| 0,9 |

| 6,7 |

| 11,8 |

| 14,6 |

| 13,9 |

| 9,5 |

| 3,0 |

| −1,9 |

| −8,7 |

Die mittlere Durchschnittstemperatur in Turner liegt zwischen −7,8 °C im Januar und 20,3 °C im Juli. Damit ist der Ort gegenüber dem langjährigen Mittel von Maine um etwa 1 Grad wärmer im Winterhalbjahr, aber etwa 1 Grad kühler im Sommerhalbjahr. Die tägliche Sonnenscheindauer liegt im Sommer am unteren Rand des Wertespektrums der USA, im Winterhalbjahr bewegt sie sich dagegen im Durchschnitt.

## Geschichte
Das Gebiet des heutigen Turner wurde zuerst ab etwa 1690 besiedelt und ab dem 18. Juni 1768 zunächst unter dem Namen Sylvester Canada geführt, wurde aber nach einem Grant an die Bewohner (einer offiziellen Übereignung des Landes an eine Käufergruppe, in diesem Fall die bereits ansässigen Bewohner) am 14. September 1779 in Sylvester Plantation umbenannt. Die Besiedlung des Landes ging rasch voran; die Bewohnerzahlen für 1778 betrug 119 Personen, für 1780 wurden 130 Bewohner dokumentiert. Bereits am 7. Juli 1786 wurde die Verwaltungsform von einer Plantation, einer vereinfachten Administration von Staatsgebiet, in die vollwertige Form der Town überführt. Zugleich wurde die Siedlung, die bisher nach einem ihrer ersten Siedler benannt war, in Turner umbenannt. Namensgeber war Reverent Charles Turner, der ebenfalls einer der ursprünglichen Siedler war.
Bis 1854 war Turner Teil von Oxford County, danach wurde es  Androscoggin County zugeschlagen.

### Einwohnerentwicklung
| Volkszählungsergebnisse – Town of Turner, Maine | Volkszählungsergebnisse – Town of Turner, Maine | Volkszählungsergebnisse – Town of Turner, Maine | Volkszählungsergebnisse – Town of Turner, Maine | Volkszählungsergebnisse – Town of Turner, Maine | Volkszählungsergebnisse – Town of Turner, Maine | Volkszählungsergebnisse – Town of Turner, Maine | Volkszählungsergebnisse – Town of Turner, Maine | Volkszählungsergebnisse – Town of Turner, Maine | Volkszählungsergebnisse – Town of Turner, Maine | Volkszählungsergebnisse – Town of Turner, Maine |
| Jahr                                            | 1700                                            | 1710                                            | 1720                                            | 1730                                            | 1740                                            | 1750                                            | 1760                                            | 1770                                            | 1780                                            | 1790                                            |
| ----------------------------------------------- | ----------------------------------------------- | ----------------------------------------------- | ----------------------------------------------- | ----------------------------------------------- | ----------------------------------------------- | ----------------------------------------------- | ----------------------------------------------- | ----------------------------------------------- | ----------------------------------------------- | ----------------------------------------------- |
| Einwohner                                       |                                                 |                                                 |                                                 |                                                 |                                                 |                                                 |                                                 |                                                 |                                                 | 349                                             |
| Jahr                                            | 1800                                            | 1810                                            | 1820                                            | 1830                                            | 1840                                            | 1850                                            | 1860                                            | 1870                                            | 1880                                            | 1890                                            |
| Einwohner                                       | 722                                             | 1129                                            | 1726                                            | 2220                                            | 2479                                            | 2536                                            | 2682                                            | 2380                                            | 2285                                            | 2016                                            |
| Jahr                                            | 1900                                            | 1910                                            | 1920                                            | 1930                                            | 1940                                            | 1950                                            | 1960                                            | 1970                                            | 1980                                            | 1990                                            |
| Einwohner                                       | 1842                                            | 1708                                            | 1382                                            | 1362                                            | 1415                                            | 1712                                            | 1890                                            | 2246                                            | 3539                                            | 4315                                            |
| Jahr                                            | 2000                                            | 2010                                            | 2020                                            | 2030                                            | 2040                                            | 2050                                            | 2060                                            | 2070                                            | 2080                                            | 2090                                            |
| Einwohner                                       | 4972                                            | 5734                                            | 5817                                            |                                                 |                                                 |                                                 |                                                 |                                                 |                                                 |                                                 |

### Bauwerke
In Leeds wurde ein Gebäude und vier historische Stätten unter Denkmalschutz gestellt und ins National Register of Historic Places aufgenommen:
Historische Stätten sind:
- Moyer Site, aufgenommen 1992, Register-Nr. 92001518
- Quartz Scraper Site, aufgenommen 1992, Register-Nr. 92001508
- Turner Cattle Pound, aufgenommen 2009, Register-Nr. 09000592
- Wood Island Site, aufgenommen 1992, Register-Nr. 92001516

Als Gebäude aufgenommen:
- Turner Town House, aufgenommen 1979, Register-Nr. 79000129

## Wirtschaft und Infrastruktur
Die wichtigsten Berufssparten in Turner sind das Bauhandwerk (11,3 % aller Beschäftigten, gefolgt von Lehrberufen (9,8 %) und Pflegeberufen (8,6 %)). Die Verteilung zwischen Männern und Frauen ist in diesen Sparten sehr ungleichmäßig und traditionell.

### Verkehr
Der hauptsächliche Verkehr in Turner findet auf der Landstraße statt; die Route 4 verbindet Turner mit Lewiston im Süden und verschiedenen kleinen Orten im Norden. Eine Bahnlinie existiert nicht. Ein lokaler Flugplatz mit 4 Startbahnen, der Twitchell Airport, steh zusätzlich zur Verfügung; der nächste Großflughafen befindet sich in Lewiston.

### Öffentliche Einrichtungen
Neben den öffentlichen Schulen wird in Turner auch eine öffentliche Bibliothek mit mehr als 15.000 Bänden, die Turner Public Library, betrieben. Das nächstgelegene Krankenhaus ist das Central Maine Medical Center in Lewiston; Pflegedienste und Pflegeheime sind in großer Zahl in der Stadt und im Umland angesiedelt.

### Bildung
Turner gehört mit Leeds und Green zum Schulbezirk Maine School Administrative District 52. Schulbildung wird in Turner vom Kindergarten bis zur Highschool gewährleistet. Darüber hinaus gehende Studien sind in der weiteren Umgebung möglich; so sind größere Colleges in South Portland und Standish angesiedelt, Universitäten zum Beispiel in Augusta, Farmington und Biddeford.

## Persönlichkeiten

### Söhne und Töchter der Stadt
- Luther Whiting Mason (1818–1896), Musikpädagoge
- Samuel Merrill (1822–1899), Politiker und Gouverneur von Iowa
- Franklin M. Drew (1837–1925), Politiker, Offizier im Sezessionskrieg und Maine Secretary of State
- Eugene Hale (1836–1918), Politiker und Vertreter Maines im US-Kongress